# Picardië

De verdeling van de historische provincie over huidige departementen

Picardië (Frans: Picardie) is een streek in Noord-Frankrijk, noordoostelijk van Normandië. De streek is verdeeld over vijf departementen van de regio Hauts-de-France.
De Picardische kust is een strook van ongeveer zestig kilometer, met afwisselend krijtrotsen en zandstranden.

## Aangrenzende regio's
| Aangrenzende regio's | Aangrenzende regio's | Aangrenzende regio's | Aangrenzende regio's | Aangrenzende regio's |
| -------------------- | -------------------- | -------------------- | -------------------- | -------------------- |
|                      |                      | Nord-Pas-de-Calais   |                      | Henegouwen (BE)      |
|                      |                      |                      |                      |                      |
| Haute-Normandie      | Champagne-Ardenne    |                      |                      |                      |
|                      |                      |                      |                      |                      |
|                      |                      | Île-de-France        |                      |                      |

## Bouwkunst
Picardië heeft een rol gespeeld in de cultuurgeschiedenis en wordt als de bakermat van de gotiek gezien. Vooral Amiens, Beauvais en Laon, maar ook Soissons en Noyon hebben bij het publiek bekende kathedralen.

## Geschiedenis

### Tot en met de 13e eeuw
Voor de komst van de Romeinen maakte het gebied deel uit van Gallia Belgica.
In de regio ligt de oude havenstad Boulogne-sur-Mer, in de laat-Romeinse periode Bononia geheten. In deze omgeving staken, in navolging van Julius Caesar in  55 en 54 v.Chr., de Romeinen dikwijls het Kanaal over om Britannia aan te vallen. Onder de Merovingen werd dit gebied bij Neustrië gevoegd. Ten noorden van de rivier Canche, die bij Étaples in zee uitmondt, was de bevolking tot ver in de middeleeuwen  Vlaamstalig, wat nog uit de plaatsnamen blijkt. 
In de 9e en 10e eeuw lag hier aan de Canche de belangrijke haven Quentovic. Het Picardisch werd (en wordt) gesproken tot in en rond de huidige Belgische steden Aat (Ath), Bergen (Mons) en Doornik (Tournai).

### Late middeleeuwen
Het graafschap Vermandois werd samen met het graafschap Boulogne en de graafschappen Amiénois en Ponthieu (welke laatste twee ook bekendstonden als het gebied van de Somme-steden), geschaard onder de verzamelnaam Picardië. Picardie was echter geen bestuurlijke eenheid. Tijdens de Honderdjarige Oorlog trachtten de Engelsen en Bourgondiërs de streek te veroveren op Frankrijk, wat uiteindelijk lukte. Bij de Vrede van Atrecht (1435) werd Picardië toegekend aan Bourgondië. Hoewel de Bourgondische hertog Filips de Goede de landsheer was, maakte het gebied nog steeds deel uit van Frankrijk, waaraan de hertog leenhulde moest brengen. Tijdens de Bourgondische Successieoorlog, die uitbrak na de dood van hertog Karel de Stoute werd Picardië veroverd door koning Lodewijk XI van Frankrijk. De opvolger van Karel de Stoute, keizer Maximiliaan van Oostenrijk, slaagde er niet in om het gebied te heroveren door de chaos en opstanden waarin de Bourgondische Nederlanden verkeerden in die jaren, en bij de Vrede van Atrecht (1482) moest hij de Franse inlijving van Picardië en vele andere Bourgondische bezittingen erkennen. De provincie Picardië werd opgericht en bestond tot in 1790 toen de provinciën door de Franse Revolutie werden opgeheven.
De provincie Picardië tijdens het ancien régime was samengesteld uit de volgende gebieden: het graafschap Vermandois met Péronne als hoofdstad, de Somme-steden: de graafschappen Ponthieu (hoofdstad Abbeville) en Amiénois (hoofdstad Amiens), regio Thiérache (met hoofdplaats Guise) en graafschap Boulogne (na de Franse Revolutie bij het departement Pas-de-Calais gevoegd). De oude provincie Picardië grensde aan het Het Kanaal in het westen, het graafschap Artesië en (Frans) Flandres in het noorden, aan de provinciën Champagne in het oosten, Île-de-France in het zuiden en Normandië in het zuidwesten.

### Regio Picardie

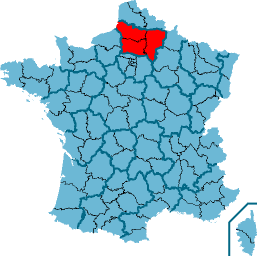
De regio Picardie van 1960 tot 2016

De regio Picardië ontstond in 1960 door het administratief samenvoegen van drie departementen: Somme, Oise en Aisne, die genoemd zijn naar hun belangrijkste rivieren. De hoofdstad was Amiens.
De regio maakt na de regionale herindeling per januari 2016 deel uit van de regio Hauts-de-France, een samengaan van de regio's Nord-Pas-de-Calais en Picardie.
De departementen ontstonden na de Franse Revolutie en het opheffen van de provincies van Frankrijk.
Het department Somme was onderdeel van de provincie Picardië die ooit deel uitmaakte van de Nederlanden tijdens de Bourgondische tijd (De leeuwen in de huidige vlag refereren hieraan). Onder de toenmalige grens lagen Oise en Aisne, die in die tijd deel uitmaakten van Île-de-France, het persoonlijke domein van de koning.

## Afkomstig uit Picardië
- Roscellinus van Compiègne, (ca. 1050 - ca. 1124), theoloog en filosoof
- Petrus Peregrinus (13e eeuw), natuurkundig docent en onderzoeker
- Pierre d'Ailly (1351 - 1420), kardinaal en schrijver.
- Nicolette Boëllet (1381-1447), bekend als de H. Colette in de RK Kerk.
- Hadrianus Amerotius (ca. 1495 - 1560), filoloog en professor Grieks aan het Collegium Trilingue.
- Antoine-Augustin Parmentier (1737-1813), voedseldeskundige
- Nicolas de Condorcet (1743-1794), wiskundige en filosoof
- Jean-Baptiste Delambre (1749-1822), wiskundige.
- Camille Desmoulins (1760-1794), revolutionair politicus
- Gracchus Babeuf (1760 - 1797), revolutionair journalist.
- Henri Martin (1810-1883), geschiedschrijver van Frankrijk
- Hubert de Givenchy (1927-2018), couturier.